# Isanthrene crabrionides
Isanthrene crabrionides är en fjärilsart som beskrevs av Paul Dognin 1912. Isanthrene crabrionides ingår i släktet Isanthrene och familjen björnspinnare. Inga underarter finns listade i Catalogue of Life.